# Juan García "El peralvillo"
Juan García Garza (Matamoros, Tamaulipas, 5 de febrero de 1905 - Ciudad de México, 11 de octubre de 1973), apodado como "El Peralvillo", fue un actor y guionista mexicano. Excelente conocedor del habla popular de los barrios marginados de México, fue el escritor de los argumentos de las mejores películas del famoso actor cómico Germán Valdés «Tin-Tan».

## Biografía
Juan García Garza nació en Matamoros, Tamaulipas el 5 de febrero de 1905, siendo hijo de Juan García y de Juana Garza; en su infancia se dedica a vender periódico, además de ser bolero en su natal Matamoros, luego se traslada a Tampico, para trabajar en los campos petroleros, poco después llega a la Ciudad de México, en donde desempeña diversos oficios, es en la capital mexicana que conoce a Alfonso Sánchez Tello; este le propuso que trabajara en una película, que se filmaría en el Estado de Veracruz, como extra. Juan acepta y filma varios títulos más. Así poco a poco se fue haciendo conocido para los productores, aunque tendrían que pasar casi diez años a partir de su debut para que la crítica lo reconociera, gracias a su participación en la emblemática cinta La perla (1948) de Emilio "El Indio" Fernández, y  por la cual ganó el Premio Ariel en la categoría de actor de cuadro. Poco después aprovecha sus vivencias personales para escribir el guion de la cinta Comisario en turno (1949), que le reporta un nuevo triunfo al ganar el Ariel por el argumento original. Después escribiría junto a Gilberto Martínez Solares las mejores mejores protagonizadas por el famoso comediante Germán Valdés "Tin-Tan" como: Calabacitas tiernas (1949), Soy charro de  levita (1949), No me defiendas compadre (1949), El rey del barrio (1950), La marca del zorrillo (1950), Simbad el mareado (1950), El revoltoso (1951), Ay amor... como me has puesto! (1951), El Ceniciento (1952), El bello durmiente (1952), El mariachi desconocido (1953), El sultán descalzo (1956) y El violetero (1960); en algunos de estos films también participaba como actor.
Juan García, quien fuera en parte uno de los artífices del éxito del genial Tin-Tan, falleció en la Ciudad de México el 11 de octubre de 1973.

## Filmografía

### Cine
- El gendarme desconocido (1941)
- El revoltoso (1951)

## Reconocimientos

### Premios Ariel
| Año  | Categoría          | Película           | Resultado |
| ---- | ------------------ | ------------------ | --------- |
| 1948 | Actor de cuadro    | La perla           | Ganador   |
| 1950 | Argumento original | Comisario en turno | Ganador   |
| 1950 | Actor de cuadro    | Cara sucia         | Ganador   |